# BNP Paribas Masters 2006
BNP Paribas Masters 2006 — профессиональный теннисный турнир, в 35-й раз проводившийся в Париже, Франция на закрытых кортах с покрытием типа хард. Турнир имеет категорию Masters.
Соревнования были проведены с 30 октября по 6 ноября 2006 года.
Прошлогодними чемпионами являются:
- Одиночный турнир —  Томаш Бердых
- Парный турнир —  Боб Брайан /  Майк Брайан.

## Соревнования

### Одиночный разряд
Николай Давыденко обыграл  Доминика Хрбаты со счётом 6-1, 6-2, 6-2.
- Давыденко выигрывает свой 5-й одиночный титул в сезоне и 10-й за карьеру в основном туре ассоциации.
- Давыденко выигрывает дебютный турнир категории Masters.
- Хрбаты сыграл свой 1-й одиночный финал в сезоне и 13-й за карьеру в основном туре ассоциации.

### Парный разряд
Арно Клеман /  Микаэль Льодра обыграли  Ненада Зимонича /  Фабриса Санторо со счётом 7-6(4) 6-2.
- Клеман выигрывает свой 2-й парный титул в сезоне и 7-й за карьеру в основном туре ассоциации.
- Льодра выигрывает свой 1-й парный титул в сезоне и 10-й за карьеру в основном туре ассоциации.